# Brooktree Park (Dakota del Norte)
Brooktree Park es un lugar designado por el censo ubicado en el condado de Cass en el estado estadounidense de Dakota del Norte. En el censo de 2010 tenía una población de 80 habitantes y una densidad poblacional de 175,5 personas por km².

## Geografía
Brooktree Park se encuentra ubicado en las coordenadas 47°0′14″N 96°53′45″O / 47.00389, -96.89583. Según la Oficina del Censo de los Estados Unidos, Brooktree Park tiene una superficie total de 0.46 km², de la cual 0.46 km² corresponden a tierra firme y (0%) 0 km² es agua.

## Demografía
Según el censo de 2010, había 80 personas residiendo en Brooktree Park. La densidad de población era de 175,5 hab./km². De los 80 habitantes, Brooktree Park estaba compuesto por el 95% blancos, el 0% eran afroamericanos, el 0% eran amerindios, el 1.25% eran asiáticos, el 0% eran isleños del Pacífico, el 0% eran de otras razas y el 3.75% pertenecían a dos o más razas. Del total de la población el 0% eran hispanos o latinos de cualquier raza.